# Карл Теодор Дреєр
Карл Теодо́р Дре́єр (дан. Carl Theodor Dreyer; 3 лютого 1889, Копенгаген, Данія —20 березня 1968, там само) — данський кінорежисер-новатор, один з найвизначніших майстрів європейського кіномистецтва.

## Біографія
Карл Теодор Дреєр народився 3 лютого 1889 року в Копенгагені, Данія. Був позашлюбною дитиною данського фермера і економки зі Сканії Юсефіни Нільссон. Мати померла, намагаючись зробити аборт. Після кількох років життя у притулках Карл Теодор у вересні 1890 року був усиновлений строгою лютеранською сім'єю Дреєрів, Карлом Теодором і Інгер Марією (уродженою Олсен).
У червні 1904 році у 18-річному віці Дреєр з відзнакою закінчив класичну гімназію і, залишивши прийомних батьків, почав заробляти на життя самостійно. Спочатку він поступив клерком в муніципальну службу газу і електрики Копенгагена, а 1 вересня 1905 року перейшов у «Велику Північну Телеграфну компанію», де пропрацював два з половиною роки. Пішовши з телеграфної компанії, Дреєр поїхав до родичів з боку матері у Швецію. Кілька місяців він провів у Мальме у свого дядька-книговидавця. З його допомогою Карл Теодор зробив перші кроки в журналістиці; почав писати нотатки, і за допомогою дядька відправляв їх у Копенгаген. Деякі з них були опубліковані в Politiken, одній із найбільших газет Копенгагена.

## Кінокар'єра
З 1912 по 1919 рік Карл Теодор Дреєр працював на кіностудії «Нордіск» як сценарист, монтажер і редактор титрів. У ці роки за його сценаріями було знято 22 фільми.
Першим самостійним фільмом Дреєра стала екранізація роману К.-Е. Францоза «Президент» про матір-дітовбивцю, яку режисер поставив у дусі сентиментальної мелодрами тих років, використавши художні можливості монтажа і великого плану. Проте глядачі першими побачили «Сторінки з книги Сатани» (Blade af satans bog, 1921) — чотири короткометражні розповіді, скомпоновані на кшталт «Нетерпимості» Гріффіта, де дія розгортається в чотирьох історичних епохах: у Палестині часів Христа, в Іспанії періоду розгулу інквізиції, у Франції в роки якобінської диктатури та у Фінляндії під час революції 1918 року. Відразу ж після виходу фільм було затавровано ліберальною критикою як реакційний, хоча все життя Дреєр був далеким від політики.

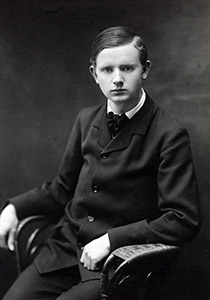
К. Т. Дреєр. Фото Петера Ньюланда. Бл. 1915 р.

У 1920-і роки Дреєр став міжнародним режисером — він знімав у Швеції, Німеччини, Норвегії, Франції — тих країнах, де йому вдавалося віднайти фінансування для чергового кінопроєкту. Серед робіт цього періоду — одна з перших кінострічок гомосексуальної тематики «Міхаель» (1924), за однойменним романом Германа Банга, дія якого відбувається у декадентському середовищі художників, овіяному екзотичною атмосферою у дусі німецького експресіонізму.
У 1927 році Дреєр створив «Страсті Жанни д'Арк», фільм, що став одночасно шедевром німого і геніальним передвісником звукового кіно, а у 1958 році увійшов до списку 12-ти найкращих фільмів усіх часів і народів за результатами анкетування Бельгійською сінематекою 117 істориків кіно і кінознавців 26 країн з нагоди Всесвітньої виставки у Брюсселі.
У роки «великої депресії» скандинавське кіно занурилося в кризу, а Дреєр повернувся в журналістику: писав теоретичні статті, які через багато років стали книгою «Про кіно» (дан. Om filmen, 1964). У 1931 році в Берліні він зняв перший звуковий фільм «Вампір», який за багатьма параметрами був близьким до німецького експресіонізму. Цей радикальний експеримент в області сюрреалістичної образності, визнаний згодом класикою, свого часу бентежив як глядачів, так і кінокритиків.
Розчарування в глядачах, ретельність підходу до матеріалу і хронічна відсутність фінансування стали причинами, через які за решту життя, що залишилася, Дреєр зняв лише три фільми. Їх відрізняють наддовгі плани, ретельна побудова усіх мізансцен, контрастність монохрому.
«День гніву» (1943) — розповідь про середньовічне Полювання на відьом у Норвегії — сприймався сучасниками як алегоричне висловлювання з приводу фашистської окупації Європи (хоча Дреєр заперечував, що це входило в його наміри). Наступний фільм, «Дві людини», було знято у Швеції; він не увійшов до Дреєрового канону: режисер прибрав своє ім'я з титрів. У післявоєнні роки він працював над короткометражною документалістикою на засоби з державного бюджету.
Урочисто-повільний темп, який збентежив глядачів «Дня гніву», було покладено в основу наступного повноцінного фільму Дреєра — «Слово». Прем'єра цієї стрічки на Венеційському кінофестивалі 1955 року і присудження йому «Золотого лева» викликали величезний міжнародний резонанс. Данський уряд передав у розпорядження Дреєра столичний кінотеатр «Дагмар», коштом надходжень від якого режисер, тепер визнаний «живим класиком», зняв за драмою Яльмара Седерберга свій останній фільм «Гертруда» (1964).
Карл Теодор Дреєр помер 20 березня 1968 року в Копенгагені від пневмонії під час активного підготування до знімання давно задуманого фільму про життя Христа. Іншим його невтіленим проєктом залишилася екранізація роману «Доктор Живаго».

## Фільмографія

### Повнометражні фільми
| Рік  | Українська назва                     | Оригінальна назва                 | Країна                        |
| ---- | ------------------------------------ | --------------------------------- | ----------------------------- |
| 1919 | Президент                            | Præsidenten                       |                               |
| 1920 | Вдова пастора                        | Prästänkan                        | Швеція                        |
| 1921 | Сторінки з книги Сатани              | Blade af Satans bog               |                               |
| 1922 | Затавровані / Полюби ближнього свого | Die Gezeichneten                  | Веймарська республіка         |
| 1922 | Одного разу                          | Der var engang                    |                               |
| 1924 | Міхаель                              | Michael                           | Веймарська республіка         |
| 1925 | Шануй дружину свою                   | Du skal ære din hustru            |                               |
| 1926 | Наречена Гломдаля                    | Glomdalsbruden                    | Норвегія/Швеція               |
| 1928 | Страсті Жанни д'Арк                  | La Passion de Jeanne d'Arc        | Франція                       |
| 1932 | Вампір                               | Vampyr — Der Traum des Allan Grey | Веймарська республіка/Франція |
| 1943 | День гніву                           | Vredens dag                       |                               |
| 1945 | Дві людини                           | Två människor                     | Швеція                        |
| 1955 | Слово                                | Ordet                             |                               |
| 1964 | Гертруда                             | Gertrud                           |                               |

### Короткометражні фільми
- 1942 — Допомога матерям / Mødrehjælpen (12 хв.)
- 1946 — Вода в селі / Vandet på landet
- 1947 — Боротьба з раком / Kampen mod kræften (15 хв.)
- 1947 — Сільські церкви / Landsbykirken (14 хв.)
- 1948 — Вони встигли на пором / De nåede færgen (11 хв.)
- 1949 — Торвальдсен / Thorvaldsen  (10 хв.)
- 1950 — Сторстремський міст / Storstrømsbroen (7 хв.)
- 1954 — Замок в замку / Et Slot i et slot

## Визнання
| Нагороди та номінації Карла Теодора Дреєра | Нагороди та номінації Карла Теодора Дреєра           | Нагороди та номінації Карла Теодора Дреєра | Нагороди та номінації Карла Теодора Дреєра |
| Рік                                        | Категорія                                            | Фільм                                      | Результат                                  |
| ------------------------------------------ | ---------------------------------------------------- | ------------------------------------------ | ------------------------------------------ |
| Венеційський кінофестиваль                 |                                                      |                                            |                                            |
| 1948                                       | Міжнародний приз за найкращий короткометражний фільм | Сільські церкви                            | Перемога                                   |
| 1955                                       | Золотий лев                                          | Слово                                      | Перемога                                   |
| 1965                                       | Приз ФІПРЕССІ                                        | Гертруда                                   | Номінація                                  |
| Премія «Боділ»                             |                                                      |                                            |                                            |
| 1955                                       | Найкращий фільм                                      | Слово                                      | Перемога                                   |
| 1965                                       | Найкращий фільм                                      | Гертруда                                   | Перемога                                   |

## Твори
- Om filmen, Kbh., 1964
- Fire film, [Kbh.], 1964